# Vorbachzimmern
Vorbachzimmern ist ein Stadtteil von Niederstetten im Main-Tauber-Kreis im Nordosten von Baden-Württemberg.

## Geographie

### Geographische Lage
Vorbachzimmern liegt nördlich des Stadtkerns von Niederstetten an der Einmündung der Kreisstraße K 2864 in die Landesstraße L 1001. Durch den Ort fließt der Vorbach. Zur Gemarkung der ehemaligen Gemeinde Vorbachzimmern gehören außer dem Dorf Vorbachzimmern (⊙) keine weiteren Wohnplätze.

### Schutzgebiete
Das mit Rechtsverordnung vom 10. Mai 1990 ausgewiesene Wasserschutzgebiet Vorbachzimmern mit der WSG-Nr. 128053 umfasst eine geschützte Fläche von 249,01 Hektar.

## Geschichte
Am 1. Januar 1972 wurde Vorbachzimmern nach Niederstetten eingemeindet.

## Wappen
Wappenbeschreibung: „In Silber ein blauer Wellenschrägbalken, links und rechts begleitet von einem roten Haus.“